# Branca (scout)
La branca è una fascia d'età in cui è suddiviso il metodo scout ed è caratterizzata da una propria ambientazione specifica. Nella grande maggioranza delle associazioni di lingua italiana esse sono tre e corrispondono a quelle ideate originalmente dal fondatore Robert Baden-Powell, sia nei nomi sia nelle età (all'incirca) e sono, in generale:
- Lupetti e Coccinelle (L/C), dagli 8 agli 11/12 anni, con ambientazioni "Giungla" e "Bosco"
- Esploratori e Guide (E/G), dagli 11/12 ai 15/16 anni, con ambientazione "Avventura"
- Rover e Scolte (R/S), dai 15/16 ai 19/21 anni, con ambientazione "Strada"

A queste si aggiunge la branca dei Castorini, che va dai 5 ai 7 anni e ha come ambientazione il "Bosco".

## Variazioni specifiche
In molte associazioni non esistono le Coccinelle, ma solo Lupetti e Lupette, pertanto c'è la Branca L.
Nelle associazioni in cui le Guide vengono chiamate Esploratrici esiste la Branca E oppure E/E.
Ci sono anche associazioni in cui "rover" è un termine unisex, quindi il nome corretto è Branca R.
Nelle associazioni in cui le unità sono monosessuali le Branche sono sei: L, C, E, G, R, S.
Ci sono infine alcune associazioni che hanno abbassato le tre fasce d'età standard ed introdotto una quarta branca dopo gli R/S, i Raider.